# Радомски, Арам
Арам Радомски (нем. Aram Radomski, род. 19 февраля 1963 года, Нойбранденбург, ГДР, до 1983 года носил фамилию отца — Нойман) — немецкий фотограф и дизайнер, в годы социалистического режима — оппозиционер, политический заключённый. Известен как соавтор широко растиражированной записи 70-тысячной мирной понедельничной демонстрации в Лейпциге 9 ноября 1989 года — одного из важных событий Мирной революции в ГДР.

## Биография
Радомски родился 19 февраля 1963 года в Нойбранденбурге в семье писателя Герта Ноймана, сына писательницы Маргарете Нойман, и провёл юные годы в Грос-Немерове. Если его бабушка была лояльным СЕПГ и востребованным режимом автором, то отец считался писателем-диссидентом и находился под наблюдением Штази. Впервые с тайной полицией Радомски встретился в 14-летнем возрасте в Лейпциге, когда его отец планировал опубликовать книгу в ФРГ. Штази вывезли юношу на допрос и попытались склонить к шпионажу за отцом. Он отказался. В 1978—1979 годах Радомски выучился на технолога сельскохозяйственного производства, после чего некоторое время работал мастером в госпитале в Нойбранденбурге. В поступлении в университет ему отказали из-за оппозиционных взглядов отца, но Радомски нашёл обходной путь и устроился на работу в экономический колледж в Плауэне.
В Плауэне он познакомился со студенткой по обмену из Монголии и вскоре они съехались, но в январе 1983 года непосредственный начальник Радомски недвусмысленно намекнул ему, что эти отношения необходимо разорвать, чтобы избежать проблем. Пара предположила, что причиной было недовольство её родителей, имевших связи в политических кругах. Спустя 4 недели в день Марди Гра в молодёжном клубе несколько незнакомцев, которые впоследствии оказались сотрудниками Штази, сильно избили Радомски и увезли на машине. Через несколько дней судья, отказавшийся выслушивать Радомски или свидетелей происшествия, приговорил его к 11 месяцам лишения свободы и штрафу за деструктивное поведение, антиправительственную агитацию и сопротивление органам правопорядка. На апелляции срок удалось сократить до 6 месяцев, а коллеги отца помогли собрать деньги на выплату штрафа в 3000 марок. Как впоследствии выяснилось, нападение на Радомски было частью операции Штази, направленной на то, чтобы вынудить его отца покинуть страну. Подругу Радомски вынудили спешно завершить обучение и вернуться на родину. Больше они не виделись.

## Фотография и операторская работа
В тюрьме в Цайтхайне под Ризой Радомски познакомился со множеством таких же молодых людей, осуждённых по политическим мотивам, и вышел оттуда 12 августа 1983 года озлобленным противником восточногерманского режима. После освобождения он учился на фотографа в Лейпциге, некоторое время путешествовал по стране и осел в Берлине в районе Пренцлауэр-Берг, обитатели которого были известны своими оппозиционными взглядами. Радомски зарабатывал на жизнь фотографией и изготовлением фотографическим методом наклеек и постеров, которые было невозможно купить в ГДР в напечатанном виде. Он много занимался жанровой фотографией со своим другом и учителем, известным фотографом Гаральдом Хаусвальдом, снимал представителей субкультуры и новой музыкальной сцены, таких как Herbst in Peking, Feeling B, Freygang и Pankow. Он занимался репортажами, например, снимал демонстрацию и военный парад 1 мая 1989 года, приуроченные к ежегодному съезду Союза свободной немецкой молодёжи в Восточном Берлине, а также выступления против расстрела участников акции протеста на площади Тяньаньмэнь в Пекине и службу, посвящённую жертвам китайского режима, в Церкви Спаса в Руммельсбурге. С 1985 года Радомски также работал в берлинском «Театре без названия» (нем. Theater Ohne Namen, theater oN).

### Совместная работа с Зигбертом Шефке
В 1987 году в «Библиотеки окружающей среды» в Ционскирхе, месте общения восточноберлинских оппозиционеров, Радомски познакомлся с журналистом Зигбертом Шефке. Осенью следующего года тот раскрыл Радомски, что тайно работает на западногерманское телевидение, снимая для передачи «Контрасты» репортажи из мест, недоступных иностранным журналистам, и предложил сотрудничать с ним в качестве оператора. Радомски согласился, и вместе они работали над материалами о загрязнении озера Зильберзе отходами химического комбината в Биттерфельде, об экологической катастрофе, вызванной открытой добычей бурого угля в Эспенхайне, об упадке в городах Восточной Германии. Их главной совместной работой стала запись 70-тысячной мирной понедельничной демонстрации в Лейпциге 9 октября 1989 года. Местные власти пошли на беспрецедентные меры, чтобы выдворить из города всех независимых журналистов, но Радомски и Шефке удалось сделать 16-минутное видео с колокольни Реформаторской церкви. Журналист Spiegel Ульрих Шварц доставил кассету в Западный Берлин, где отснятый материал был показан в эфире телесети ARD. Вместе с другими материалами, которые просочились из Лейпцига в тот день, она стала сильнейшим источником мотивации для мирного протеста в ГДР и важным звеном в череде событий, которые привели к падению Берлинской стены.

## Падение Берлинской стены
В ночь с 9 на 10 ноября 1989 года Радомски и Шефке стали одними из первых восточных немцев, которые перешли в Западный Берлин, причём ещё до фактического открытия границы. После пресс-конференции секретаря СЕПГ по вопросам информации Гюнтера Шабовски, огласившего новый разрешительный порядок пересечения границы (который в СЕПГ не планировали применять на практике), они среди первых приехали к КПП на Борнхольмер-штрассе. Туда же прибывали другие восточные берлинцы из соседних районов, и толпа постепенно достигла тысяч и десятков тысяч человек. Чтобы снять напряжение, госбезопасность решила пропустить через границу самых шумных и настойчивых, в числе которых оказались Радомски и Шефке. Это случилось за несколько часов до того, как командовавший КПП на Борнхольмер-штрассе Харальд Егер открыл беспрепятственный проход через границу, что означало окончательное падения Берлинской стены.

## В объединённой Германии
После объединения Германии Радомски работал в качестве фрилансера на различные телеканалы и газеты. Он занимался темами бедственного положения вьетнамских рабочих мигрантов в ГДР, расформирования Национальной народной армии, освещал захват архивов Штази гражданскими активистами и другие события. В 1995 году он получил образование в сфере мультимедиа, графического дизайна и веб-дизайна. Занимался дизайном, в том числе, театральных проектов. Получил премию iF Communication Design Award. В 2002 году он основал собственную компанию по производству фотообоев, которой руководил на протяжении многих лет. За работу журналистом Радомски получил премию Siebenpfeiffer-Preis (1991) и премию Bambi в номинации «тихие герои» (2009). В 2019 году он был удостоен ордена «За заслуги перед Федеративной Республикой Германия».